# Награди Балзан
Наградите Балзан се раздават ежегодно от Международната фондация „Награди Балзан“.
Те са парични и се дават за изключителни постижения в областта на хуманитарните науки, естествените науки, културата и за принос в развитието на мира и братството между хората.

## Наградите
Всяка година се раздават четири награди в горните четири области. Наградите се анонсират през месец май, а победителите се анонситат през септември следващата година. От 2001 година насам паричната награда е 1 милион швейцарски франка, с условие половината от сумата да се използва за насърчаване на млади изследователи.
Комитетът на Наградите Балзан се състои от 20 души от престижни научни кръгове в Европа.
Наградите са основани на името на италианския учен Евгений Балзан (1874–1953), съсобственик на „Куриере дела Сера“, който през 1933 година напуска Италия в протест срещу фашизма и се премества в Швейцария.
Първата награда Балзан е присъдена през 1961 година на фондация „Нобел“.

## Категории
Четири награди годишно се присъждат от 1978 година насам. Категориите варират всяка година между различни дисциплини. Наградите са в различни области на хуманитаризма (литература, морал, изкуства) и науки (медицина, физика, математика, естествени науки).
На всеки 3 до 7 години Фондацията също присъжда награди „Награда за хуманност, мир и приятелство между хората“.